# Hoofdklasse (zaalkorfbal) 2020/21
De Hoofdklasse (zaalkorfbal) 2020/21 is de 16e editie van de Hoofdklasse Zaalkorfbal.
De Hoofdklasse Zaalkorfbal is de op een na hoogste zaalkorfbalcompetitie van het Nederlandse zaalkorfbal.
De competitie is opgedeeld in 2 Hoofdklassen, A en B. In elke Hoofdklasse spelen 8 teams die elk tegen elkaar uit en thuis spelen. De kampioen van de Hoofdklasse A speelt in de Hoofdklasse Finale tegen de kampioen van de Hoofdklasse B en de winnaar van dit duel promoveert naar de Korfbal League. De verliezend hoofdklasse finalist speelt play-down tegen de nummer 9 van de Korfbal League om alsnog te promoveren.

## Seizoen

### Hoofdklasse A (HKA)
|  | # | team                    | gs | gw | gl | vl | pt |
|  | - | ----------------------- | -- | -- | -- | -- | -- |
|  | 1 | Avanti/Post Makelaardij |    |    |    |    |    |
|  | 2 | DeetosSnel              |    |    |    |    |    |
|  | 3 | Mid-Fryslân             |    |    |    |    |    |
|  | 4 | DSC                     |    |    |    |    |    |
|  | 5 | Tempo                   |    |    |    |    |    |
|  | 6 | Sparta                  |    |    |    |    |    |
|  | 7 | Unitas/Perspectief      |    |    |    |    |    |
|  | 8 | KV Wageningen           |    |    |    |    |    |

### Hoofdklasse B (HKB)
|  | # | team        | gs | gw | gl | vl | pt |
|  | - | ----------- | -- | -- | -- | -- | -- |
|  | 1 | AW.DTV      |    |    |    |    |    |
|  | 2 | ODIK        |    |    |    |    |    |
|  | 3 | Fiks        |    |    |    |    |    |
|  | 4 | GKV/Enomics |    |    |    |    |    |
|  | 5 | HKC         |    |    |    |    |    |
|  | 6 | Nieuwerkerk |    |    |    |    |    |
|  | 7 | Pernix      |    |    |    |    |    |
|  | 8 | TOP (A)     |    |    |    |    |    |

## Trivia
- Op 12 januari 2021 maakte het KNKV bekend dat er in de zaalkorfbalcompetitie enkel gespeeld zou worden in de Korfbal League. Hierdoor kwam het Hoofdklasse zaalseizoen (en alle klasses eronder) te vervallen